# برنامج الرئيس
برنامج الرئيس (بالإنجليزية: The President Show) برنامج تلفزيوني كوميدي أمريكي، من إعداد أنثوني أتامانويك بدور دونالد ترامب، رئيس الولايات المتحدة. وبيتر غروز بدور مايك بنس، نائب رئيس الولايات المتحدة. بدأ عرضه في 27 أبريل، 2017 على قناة كوميدي سنترال.

## موضوع البرنامج
ينتقد البرنامج الرئيس الأمريكي دونالد ترامب بصورة كوميدية ساخرة، يؤدي أنثوني أتامانويك دور الرئيس ويستضيف في كل حلقة ضيف يتحاور معه حول مواضيع سياسية وحول تصرفات الرئيس ترامب.

## وصلات خارجية
- الموقع الرسمي
- برنامج الرئيس على موقع IMDb (الإنجليزية)
- برنامج الرئيس على موقع ميتاكريتيك (الإنجليزية)
- برنامج الرئيس على موقع روتن توميتوز (الإنجليزية)
- برنامج الرئيس على موقع كينوبويسك (الروسية)
- برنامج الرئيس على موقع قاعدة بيانات الفيلم (الإنجليزية)